# Lauroppia compositocarinata
Lauroppia compositocarinata är en kvalsterart som först beskrevs av Mihelcic 1958.  Lauroppia compositocarinata ingår i släktet Lauroppia och familjen Oppiidae. Inga underarter finns listade i Catalogue of Life.